# Els Guiamets
Els Guiamets – gmina w Hiszpanii, w prowincji Tarragona, w Katalonii, o powierzchni 11,76 km². W 2011 roku gmina liczyła 311 mieszkańców.